# بو أريكسون
بو أريكسون (بالسويدية: Bo Eriksson)‏ هو مبارز بالسيف سويدي، ولد في 30 مارس 1922 في أوبسالا في السويد، وتوفي في 15 ديسمبر 1982 في تيبي ‏ في السويد.

## وصلات خارجية
- بو أريكسون على موقع أوليمبيديا (الإنجليزية)
- بو أريكسون على موقع اللجنة الأولمبية السويدية (السويدية)